# Jodie Henry
Jodie Henry (n. 17 noiembrie 1983, Brisbane, Queensland, Australia) este o înotătoare australiană, medaliată olimpică. A participat la o ediție a Jocurilor Olimpice (2004) în care a câștigat 4 medalii de aur.